# Mirmídons

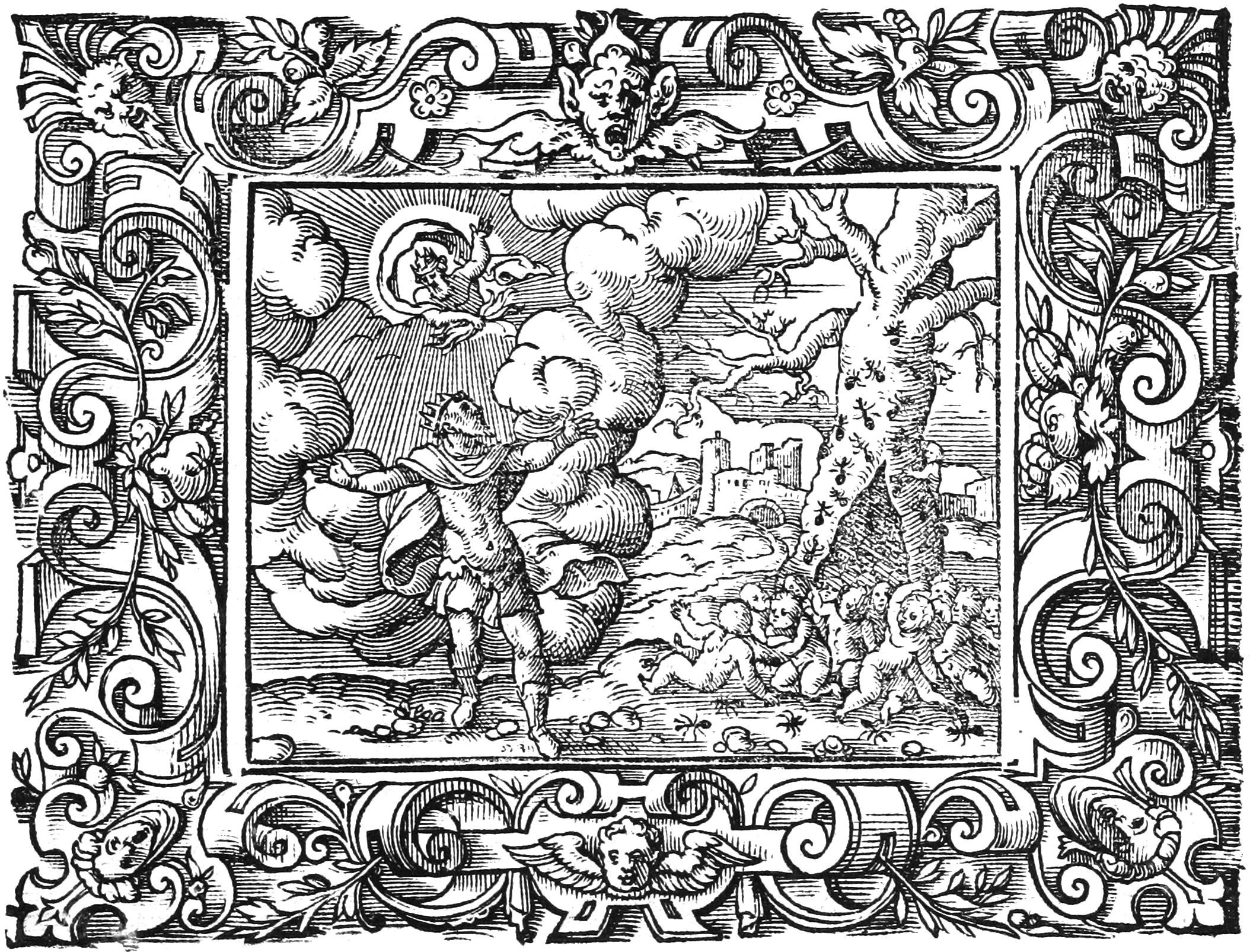
els Mirmídons transformats de formigues en homes

Segons la mitologia grega, els mirmídons (grec antic: Μυρμιδόνες, en singular Μυρμιδών; en llatí: Myrmidŏnes) foren un poble establert a la Tessàlia meridional, a la vall del riu Esperqueu, després d'arribar-hi provinents de l'illa d'Egina. Segons Ovidi, els mirmídons haurien estat els nous pobladors d'Egina, creats per Zeus oint els precs dels rei Èac d'Egina, futur pare de Peleu, el qual demanava al déu que fes alguna cosa per a repoblar l'illa, després que una terrible plaga n'hagués exterminada la població. Zeus li va dir que tindria tants de súbdits com formigues hi hagués en el seu roure sagrat, i va convertir, començant per Mírmex, totes les formigues que hi havia en el roure en els nous habitants d'Egina, els mirmídons.
Alguns mirmidons van seguir Peleu en el seu exili a Ftia, i després anaren a la guerra de Troia a les ordres d'Àiax i, sobretot, d'Aquil·les. Van ser famosos per la seva bravura al camp de batalla.
Són paradigmàtiques de la mala relació existent entre Aquil·les i Agamèmnon les paraules que aquest li adreça al Primer Cant de la Ilíada, i amb les quals els mirmídons són, alhora, caracteritzats com a súbdits d'Aquil·les:
179 οἴκαδ᾿ ἰὼν σὺν νηυσί τε σῇς καὶ σοῖς ἑτάροισι

180 Μυρμιδόνεσσιν ἄνασσε,...

Torna-te'n al teu terrer amb els teus vaixells i els teus companys,

i governa-hi els mirmídons...
L'heroi Mirmídon passa per ser l'avantpassat i epònim dels mirmídons. Va ser fill de Zeus i d'Eurimedusa. Era el pare d'Àctor i d'Àntif, els quals van tenir fills, amb Pisídice, una de les filles d'Èol. Va ser gendre de Peleu, per haver-se casat amb Polidora, una filla seva.